# Paul Martin (regista)
Paul Martin (Cluj-Napoca, 8 febbraio 1899 – Berlino, 26 gennaio 1967) è stato un regista e sceneggiatore ungherese.

## Biografia
In oltre trent'anni di carriera diresse quasi sessanta film, tra cui: Happy Ever After, Sogno biondo (Ein blonder Traum) (sceneggiato da Billy Wilder) e Orient Express.

## Filmografia

### Regista
- Il vincitore (Der Sieger), co-regia di Hans Hinrich (1932)
- Le Vainqueur, co-regia Hans Hinrich (1932)
- Sogno biondo (Ein blonder Traum) (1932)
- Happy Ever After, co-regia di Robert Stevenson (1932)
- Un rêve blond, co-regia di André Daven (1932)
- Moi et l'impératrice, co-regia di Friedrich Hollaender (1933)
- Orient Express (1934)
- Rose nere (Schwarze Rosen) (1935)
- Roses noires, co-regia Jean Boyer (1935)
- Lasciate fare alle donne (Glückskinder) (1936)
- Les Gais Lurons, co-regia di Jacques Natanson (1936)
- Black Roses (1936)
- Sette schiaffi (Sieben Ohrfeigen) (1937)
- Fanny Elssler (1937)
- Fortsetzung folgt
- Preußische Liebesgeschichte (1938)
- Cuori in fiamme (Frau am Steuer) (1939)
- La canzone del deserto (Das Lied der Wüste) (1939)
- Jenny und der Herr im Frack (1941)
- Was will Brigitte? (1941)
- Maschera blu (Maske in Blau) (1942)
- Intimitäten (1944)
- I ragazzi del Prater (Praterbuben) (1948)
- Due mogli per ogni uomo (Die Frauen des Herrn S.) (1951)
- Mein Herz darfst du nicht fragen (1952)
- Die Privatsekretärin (1953)
- Die große Starparade (1954)
- Das Bad auf der Tenne (1956)
- Tu sei meravigliosa (1959)
- Marina (1960)
- O sole mio (1960)
- Notti di Pietroburgo (1960)
- Per favore non toccate le modelle (Ich zähle täglich meine Sorgen) (1963)
- S 3 S massacro e diamanti (Diamond Walkers) (1966)

### Sceneggiatore
- Der Sieger, regia di Hans Hinrich e Paul Martin (1932)
- Das Bad auf der Tenne, regia di Paul Martin (1956)

### Aiuto regista
- Eine Stadt steht kopf, regia di Gustaf Gründgens (1933)